# Holler
« Holler» es uno de los dos primeros sencillos de Spice Girls de su tercer álbum de estudio, Forever (2000). El sencillo se dio a conocer como una doble cara A (con "Let Love Lead the Way") a nivel internacional, excepto en los Estados Unidos y Canadá. La canción fue escrita por Victoria Beckham, Melanie Brown, Emma Bunton, Melanie Chisholm, Rodney Jerkins, Lashawn Daniels, y Fred Jerkins III.

## Lanzamiento Comercial y éxitos
El sencillo fue, una vez más, número uno para el grupo en el Reino Unido, convirtiéndose en el noveno sencillo del grupo en conseguirlo y también en conseguir el Top Ten en once países diferentes. Sin embargo, el sencillo sólo llegó al número #107 en la lista Bubbling Hot 100 Singles de Estados Unidos ya que no salió a la venta.
"Holler" fue el primer sencillo de las Spice Girls que no se publicó dentro de los EE. UU. Esto fue debido a la mala promoción llevada por la compañía discográfica y a la pobre promoción que se le dio en la radio. Sin embargo, el videoclip logró situarse en el número cinco en los Estados Unidos en el programa de la MTV TRL. 
"Holler" se convirtió en el undécimo número uno para Melanie Chisholm como cantautora en el Reino Unido. Superó el récord establecido por su excompañera Geri Halliwell. La popular cantante Madonna superó este récord en 2005 con su sencillo Hung Up.
En la Gira Spice World Tour 2019, Geri Halliwell cubrió a Victoria Beckham dentro de la presentación en vivo del sencillo.

## Recepción
Este sencillo encabezó la MTV Asia Hitlist en medio de la competencia entre las Spice Girls y el grupo Destiny's Child, cuyo éxito "Independent Woman Part I" tenía una fuerte promoción de radio en ese momento. Las siguientes semanas fueron más duras, porque los demás grupos de pop Backstreet Boys y Westlife habían publicado sus sencillos en ese momento. Westlife pudo al principio lograr un mayor éxito con su sencillo "My Love", pero las Spice Girls tenían una promoción de radio más grande y la semana siguiente, "Holler" logró el primer puesto durante una semana, antes de que los Backstreet Boys se hicieran con esta posición a la semana siguiente.

## Lista de canciones y formatos
- UK CD1/CD Single Australiano/CD Single Sudafricano

1. «Holler» (Radio Edit) – 3:55
2. «Let Love Lead the Way» (Radio Edit) – 4:15
3. «Holler» (MAW Remix) – 8:30
4. «Holler» (Video)

- CD Single Europeo

1. «Holler» (Radio Edit) – 3:55
2. «Let Love Lead the Way» (Radio Edit) – 4:15

- CD Single Japonés

1. «Holler» (Radio Edit) – 3:55
2. «Let Love Lead the Way» (Radio Edit) – 4:15
3. «Holler» (Video)
4. «Let Love Lead the Way» (Video)
5. «Let Love Lead the Way» (4x30 sec Behind the Scenes Clips)

- UK 12" single

1. A1:«Holler» (MAW Remix) – 8:30
2. A2:«Holler» (MAW Spice Beats) – 3:12
3. B1:«Holler» (MAW Tribal Vocal) – 7:10
4. C1:«Holler» (MAW Dub) – 6:46
5. C2:«Holler» (MAW Remix Instrumental) – 7:14
6. D1:«Holler» (MAW Tribal Instrumental) – 7:15

## Video musical
El video fue dirigido por Jake Nava. El video comienza en un árido desierto sobre el que se levanta una gran pirámide de cristal, donde las cuatro chicas bailan en su interior sobre una plataforma cuadrada. Cada una representa un elemento diferente de los cuatro de la naturaleza. Durante el video, vemos a las chicas bailar tanto en grupo sobre la plataforma como en cada espacio de su elemento. El primer verso es cantado por Melanie B, quien representa el fuego. Vemos como un pasillo conduce a su habitación, la cual está a oscuras y prendida en llamas, y ella aparece sentada sobre una tarima y rodeada por el elemento. Seguidamente le toca a Melanie C, que es vista levitando por encima de un suelo de barro, seco y agrietado en el interior de una habitación con paredes de madera. De repente vemos cómo se recuesta y la tierra florece sobre ella protegiéndola, mientras que el exterior sigue árido y seco. Seguidamente las cuatro chicas cantan el estribillo sobre la gran plataforma. Le sigue Emma quien aparece bailando en el interior de una habitación de altas paredes blancas con iluminación en el suelo, con el océano como techo encima de ella iluminando la habitación, siendo el agua su elemento. Por último Victoria Beckham, que encarna el aire, aparece en el interior de un túnel jugando con diferentes prismas brillantes que son soplados por el viento. De repente empiezan a aparecer cuatro chicos, cada uno formado por el elemento de cada una de las chicas a la vez que unos extraños asientos en el interior de la pirámide con el fin de observar a sus respectivos bailarines, donde estos bailan sobre la plataforma para cada una de ellas. Al final de la canción, las cuatro chicas unen sus manos y de ésta unión surge un haz brillante de energía en forma de luz que es proyectado al exterior de la pirámide y que disipa las nubes y despeja el oscuro cielo, finalmente las chicas se abrazan y la pirámide se cierra.

## Presentaciones en vivo
El grupo presentó la canción en Christmas in Spiceworld en 1999, antes de la publicación del álbum. El sonido era mucho más orientado hacia el pop, y se presume que la producción de la canción fue cambiada para el álbum. Después de eso, la canción se realizó en el 2000 Brit Awards (pero nunca difundida) y en el 2000 MTV Europe Music Awards. 
Las cuatro miembros realizaron la canción de nuevo en su reunión gira "The Return of The Spice Girls Tour" en 2007. A pesar de que Geri Halliwell habían regresado al grupo en este momento, no tomó parte en esta canción como en "Let Love Lead the Way" ,como señal de su salida del grupo. Se reúne con el grupo al final de la canción ascendiendo desde el suelo. 
La puesta en escena era muy similar a la premisa del video, con cuatro sillas orientadas hacia el exterior.
En la Gira Spice World Tour 2019, Geri Halliwell cubrió a Victoria Beckham.

## Posicionamiento
| Listas                                        | Posición |
| --------------------------------------------- | -------- |
| UK Singles Chart                              | 1        |
| Australian Singles Chart                      | 2        |
| Canada Singles Chart                          | 2        |
| Irish Singles Chart                           | 3        |
| Italian Singles Chart                         | 3        |
| New Zealand Singles Chart                     | 2        |
| Norwegian Singles Chart                       | 4        |
| Israeli Singles Chart                         | 4        |
| Spanish Singles Chart                         | 5        |
| Finnish Singles Chart                         | 6        |
| Swedish Singles Chart                         | 8        |
| Dutch Singles Chart                           | 15       |
| Swiss Singles Chart                           | 15       |
| German Singles Chart                          | 17       |
| Latvian Airplay Top                           | 18       |
| Austrian Singles Chart                        | 24       |
| Belgian Singles Chart                         | 35       |
| French Singles Chart                          | 44       |
| U.S. Billboard Bubbling Under Hot 100 Singles | 7        |
| U.S. Billboard Hot R&B/Hip-Hop Songs          | 5        |
| U.S. 'Billboard Hot Dance Club Play           | 31       |

## Certificaciones
| País          | Certificación | Ventas   |
| ------------- | ------------- | -------- |
| Australia     | 2x Platino    | 140,000+ |
| Nueva Zelanda | Oro           | 7,500+   |
| Reino Unido   | Silver        | 200,000+ |

- Datos: Q509048